# Поющий журавль
«Пою́щий жура́вль» — фонтан в сквере Чистых прудов на Чистопрудном бульваре в Москве. Расположен перед фасадом здания ресторана «Белый лебедь».
Автор скульптуры — советский и российский художник-анималист Александр Белашов, который также является автором скульптуры фонтана «Танцующие журавли» в Уфе. Всего известны три скульптуры журавлей, одна из которых выставлена в Третьяковской галерее.

## Описание
Чаша имеет неправильную геометрическую форму, имитируя настоящий водоём, в котором, в хаотичном порядке, установлены гранитные валуны. В её центре — металлическая скульптура поющего журавля, вокруг которого бьют семь пенных струй.
После окончания фонтанного сезона, скульптуру журавля регулярно демонтируют, чтобы уберечь от вандализма, и увозят на хранение до весны.

## История
Фонтан построен в 1999, и открыт в начале сезона вместе с остальными фонтанами Москвы. Помимо скульптуры журавля, в фонтане планировалось установить ещё одну — «Иван-царевич ловит Жар-птицу» авторства Веры Мухиной, но проект не был осуществлён — сохранился лишь восковой эскиз: обнажённый юноша, застывший в импульсивном порыве, держит в руке перо, из которого должны были литься подсвеченные струи воды.
В 2012, после оппозиционных митингов на Чистопрудном бульваре, фонтан чистили и дезинфицировали. В 2016 «Поющий журавль» стал единственным фонтаном столицы, который вошёл в программу городского благоустройства «Моя улица»: вокруг него обновили мощение и добавили декоративную подсветку деревьев и клумб возле чаши.

## Галерея

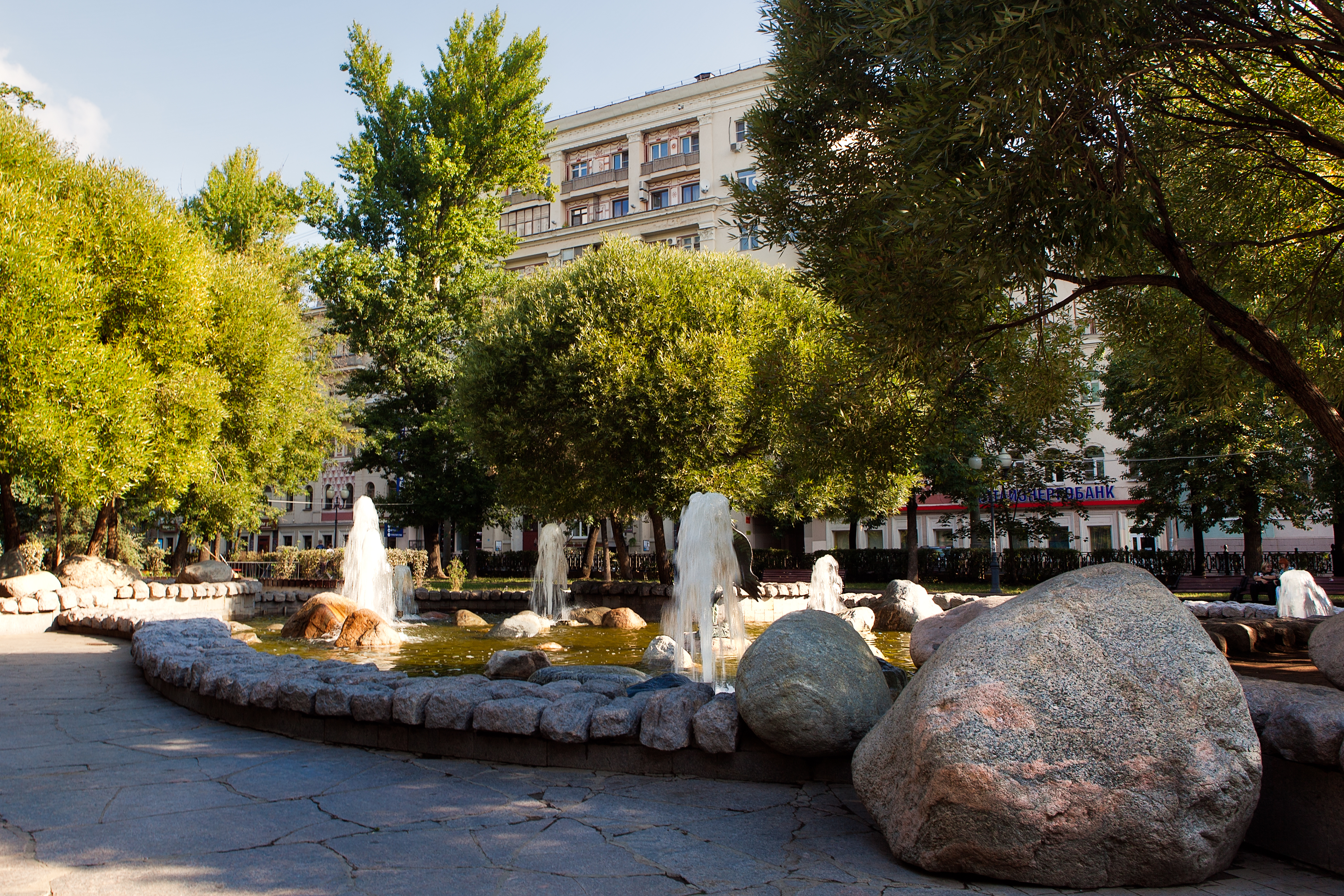
Валуны около фонтана, 2012 год
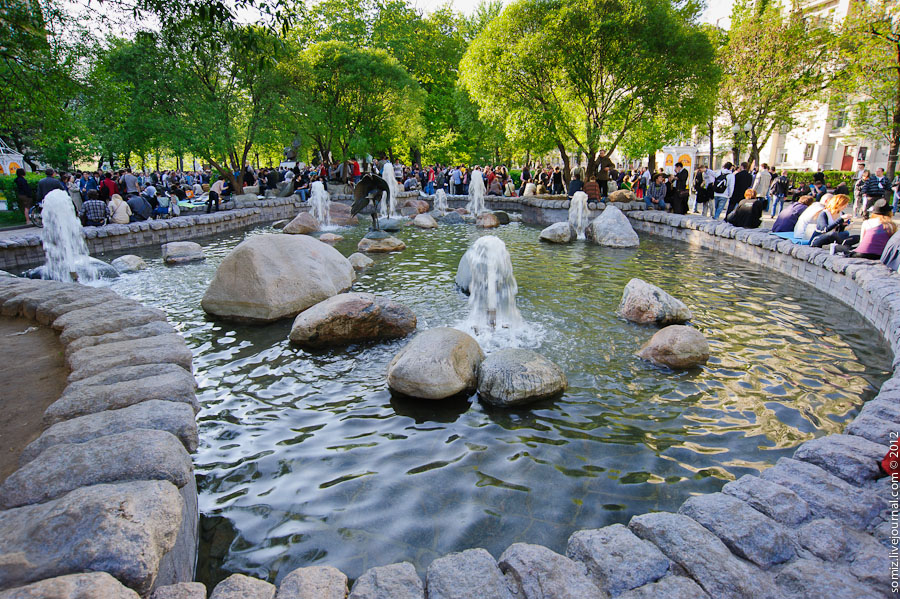
Оппозиционное движение около фонтана,  2012 год
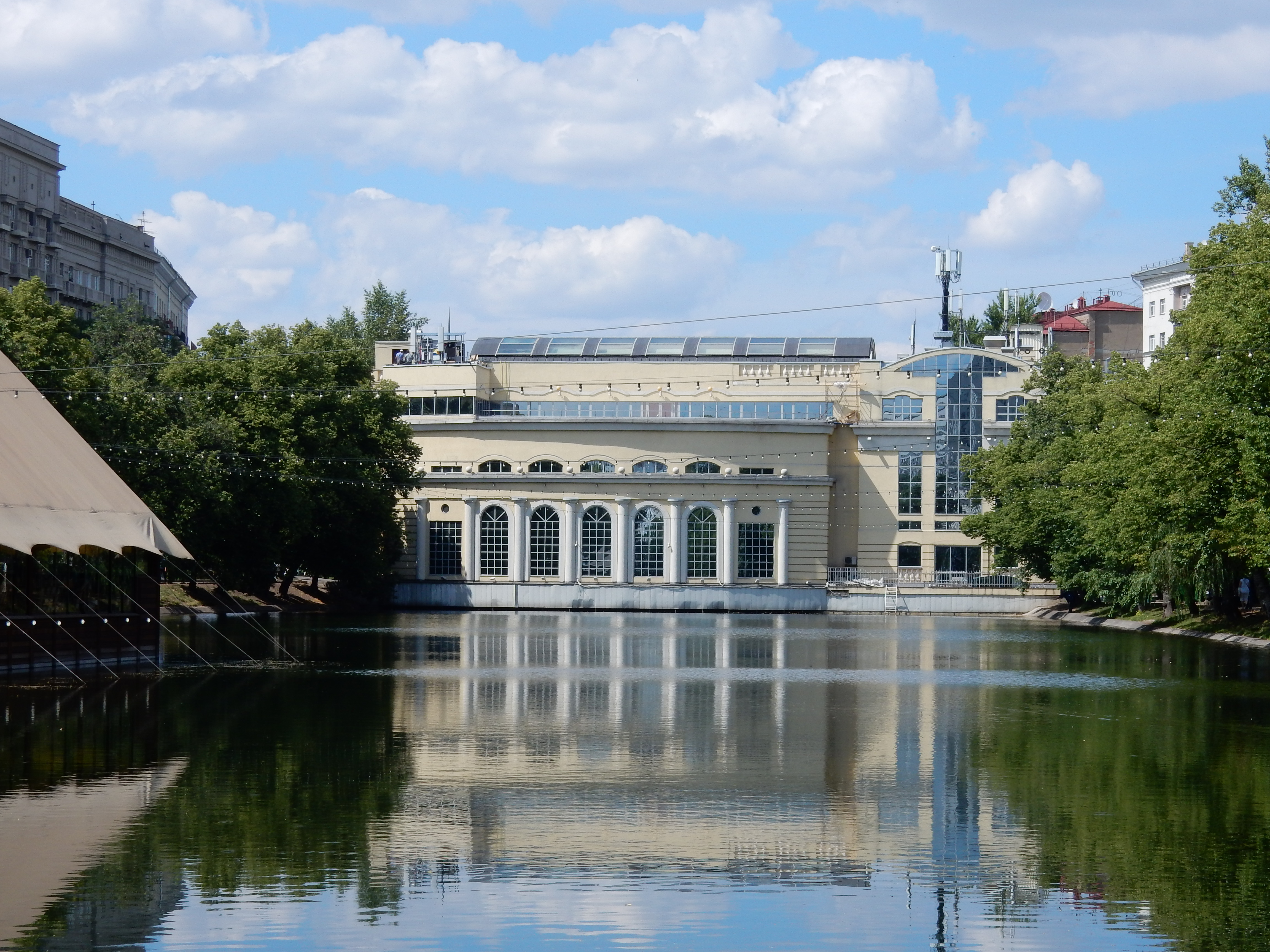
Ресторан «Белый лебедь», 2014 год
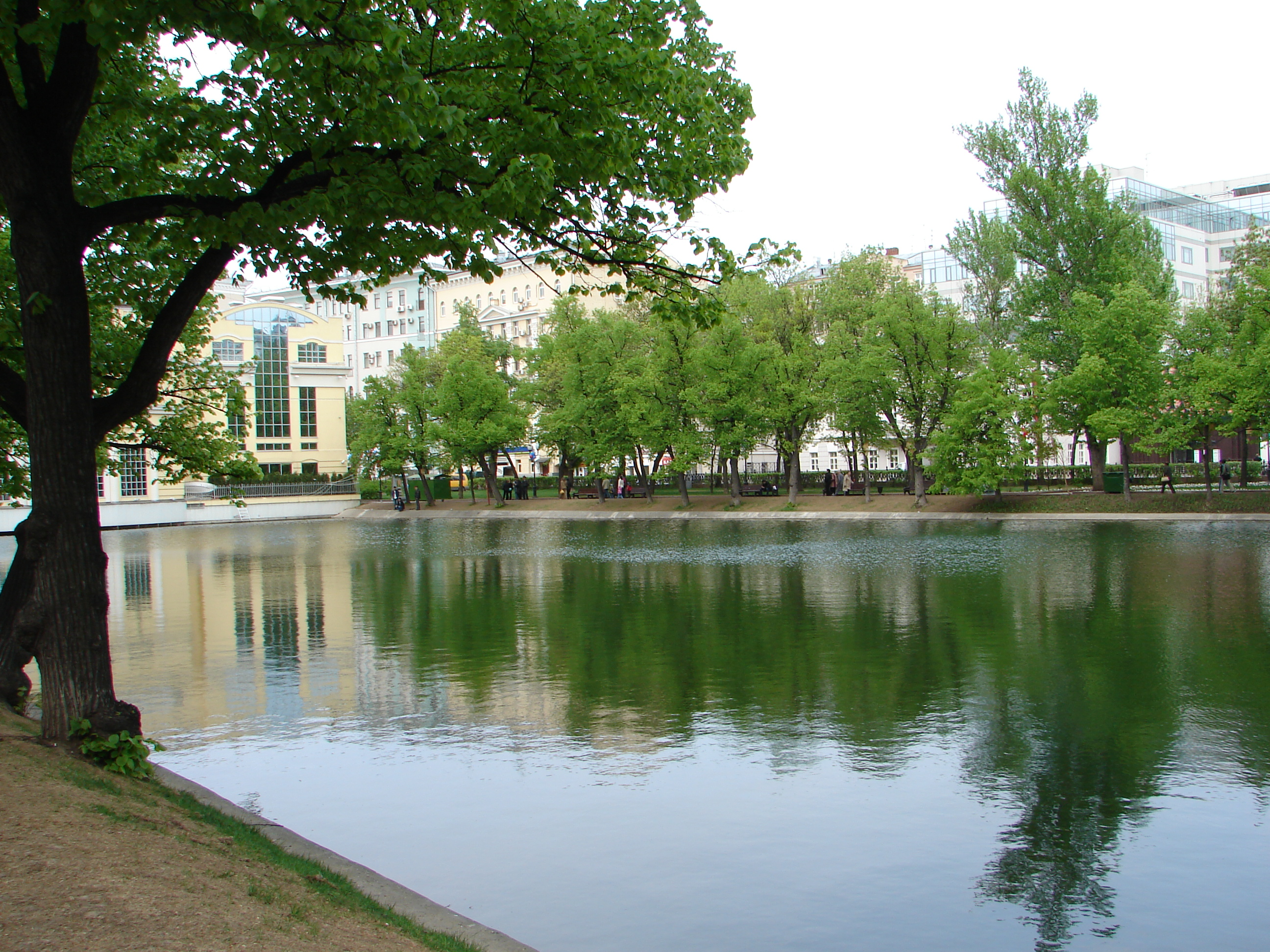
Чистопрудный бульвар, 2008 год